# Новая Флора
«Но́вая Фло́ра» (нем. Die Neue Flora) — театр в районе Альтона города Гамбурга, Германия. Построен в 1988—1990 гг. по проекту архитекторов Уве Кёнхольдта и Константина Клеффела. Зрительный зал рассчитан на 1965 посадочных мест, что делает театр одним из самых вместительных в стране.

## История

### «Старая Флора»
В виду успешного проката мюзикла «Кошки» с апреля 1986 года в «Доме оперетты» на улице Репербан, городские власти согласились отдать театральной компании «Stella Entertainment AG» ветхое здание театра «Флора» (нем. Flora-Theater; также «Старая Флора»), которое на протяжении нескольких десятилетий использовалось в качестве кинотеатра, универмага, склада. Этот театр должен был стать площадкой для проката другого мюзикла Эндрю Ллойда Уэббера — «Призрака Оперы». Однако местные жители смотрели на эти планы негативно: они устраивали протесты и насильственные нападения со стороны боевых групп. В апреле 1988 года историческое здание театра было снесено, а в 1989 году протестующие заняли оставшиеся постройки и назвали их «Рота Флора». Всё это вынудило инвесторов отказаться от планов создания музыкального театра в «Старой Флоре».

### Строительство
13 сентября 1988 года было объявлено, что рассматривается вариант строительства нового театра на углу улиц Штресеманнштрассе и Альсенштрассе. Удобство заключалось в непосредственной близости станции «Хольстенштрассе» системы S-Bahn и «безразличие местных к проекту». Однако на самом деле проект и стройка очень долго и горячо обсуждались. Местные жители безуспешно жаловались на нарушения норм строительства. На премьере мюзикла «Призрак Оперы» 29 июня 1990 года 3500 полицейским пришлось защищать зрителей от тысячи протестующих людей. Они кидались в гостей краской, гнилыми фруктами и яйцами.

### Первые постановки
Несмотря на протесты жителей Гамбурга, театр «Новая Флора» был построен и открылся 29 июня 1990 года германской премьерой мюзикла «Призрак Оперы» (превью-спектакли с 19 июня). В главных ролях играли Петер Гофман (Призрак) и Анна Мария Кауфман (Кристин). За одиннадцать лет проката (мюзикл закрылся 30 июня 2001 года) было сыграно более 4400 спектаклей, которые посетили около семи миллионов зрителей. 
Затем был поставлен австрийский мюзикл «Моцарт». Композитором выступил Сильвестр Левай, а автором либретто и текстов песен Михаэль Кунце. На сцене театра мюзикл шёл менее года: представив публике 320 спектаклей, постановку закрыли 30 июня 2002 года. К этому времени компания «Stella Entertainment AG», которая ставила оба эти мюзикла, была в шатком состоянии. После её банкротства «Новую Флору» приобрела «Stage Entertainment Germany». Театр подвергся реконструкции.

### 2003 — наст. время
В конце 2002 года компания «Stage Entertainment Germany» ставит свой первый мюзикл в театре: «Титаник». Затем были другие лицензионные постановки: «Танец вампиров», «Грязные танцы» и «Тарзан». Последний продержался на сцене пять лет, отыграв более 2000 спектаклей. На смену «Тарзану» компания вернула в прокат «Призрак Оперы», который закрывается в конце лета 2015 года. В ноябре планируется этап предпоказов мюзикла «Аладдин», а 15 декабря начать стационарный прокат, чем знаменуется его европейская премьера.

## Постановки в театре

### «Stella Entertainment AG»
| Дата открытия | Дата закрытия | Постановка      | Жанр   | Примечания        |
| ------------- | ------------- | --------------- | ------ | ----------------- |
| 29.06.1990    | 30.06.2001    | «Призрак Оперы» | мюзикл | Немецкая премьера |
| 21.09.2001    | 30.06.2002    | «Моцарт»        | мюзикл | Немецкая премьера |

### «Stage Entertainment Germany»
| Дата открытия | Дата закрытия | Постановка       | Жанр   | Примечания           |
| ------------- | ------------- | ---------------- | ------ | -------------------- |
| 07.12.2002    | 05.10.2003    | «Титаник»        | мюзикл | Немецкая премьера    |
| 07.12.2003    | 22.01.2006    | «Танец вампиров» | мюзикл |                      |
| 22.03.2006    | 30.06.2008    | «Грязные танцы»  | шоу    | Европейская премьера |
| 19.10.2008    | 02.10.2013    | «Тарзан»         | мюзикл | Немецкая премьера    |
| 28.11.2013    | 30.09.2015    | «Призрак Оперы»  | мюзикл | Возрождение          |
| 06.12.2015    | в прокате     | «Аладдин»        | мюзикл | Европейская премьера |

## Технические данные
- Вместимость зала: 1965 зрителей (1415 в партере и 550 на балконе)[2];
- Площадь зрительного зала: 1530м²[6];
- Площадь сцены: 240м²;
- Размеры просцениума: 14 метров (ширина) и 8,5 метра (высота).